# Tabuk (Filippine)
Tabuk è una municipalità di prima classe delle Filippine, capoluogo della Provincia di Kalinga, nella Regione Amministrativa Cordillera.
Il Republic Act N. 9398 aveva concesso a Tabuk lo status di città; il 18 novembre 2008 la Corte Suprema delle Filippine ha però accolto un ricorso della Lega delle Città delle Filippine annullando la trasformazione in città di 16 municipalità, tra cui Tabuk.
Tabuk è formata da 42 baranggay:
- Agbannawag
- Amlao
- Appas
- Bado Dangwa
- Bagumbayan
- Balawag
- Balong
- Bantay
- Bulanao
- Bulanao Norte
- Bulo
- Cabaritan
- Cabaruan
- Calaccad
- Calanan
- Casigayan
- Cudal
- Dagupan Centro (Pob.)
- Dagupan Weste
- Dilag
- Dupag

- Gobgob
- Guilayon
- Ipil
- Lacnog
- Lanna
- Laya East
- Laya West
- Lucog
- Magnao
- Magsaysay
- Malalao
- Malin-awa
- Masablang
- Nambaran
- Nambucayan
- Naneng
- New Tanglag
- San Juan
- San Julian
- Suyang
- Tuga